# Isaak Volman
Isaak Volman (în rusă Исаак Вольман; n. 1 mai 1870, Nisporeni, raionul Nisporeni, Republica Moldova – d. 1942, Moscova, RSFS Rusă, URSS) a fost un evreu basarabean, avocat și profesor țarist rus și sovietic. A fost autor al mai multor lucrări teoretice în domeniul dreptului.

## Biografie
S-a născut în târgul Nisporeni din ținutul Chișinău, gubernia Basarabia (Imperiul Rus). A studiat la heder, de la vârsta de 14 ani, la o școală rurală din localitatea natală. După ce a promovat examenul pentru certificatul de înmatriculare la cel de-al doilea gimnaziu din Odesa, și-a continuat studiile la facultatea de drept a Universității Imperiale Novorossiisk. A fost implicat în activități economice în ținutul Akkerman, la fel în Basarabia.
În 1896 s-a mutat la Odesa. Apoi a lucrat la Sankt Petersburg, ca avocat în districtul Curții de Justiție din Sankt Petersburg (din 1908), ulterior a fost profesor de drept notarial la cursurile comerciale superioare și la Institutul de comerț și industrie.
A publicat în Журнал Министерства юстиции („Jurnalul Ministerului Justiției”), Право („Dreptul”), Вестник правa и нотариата („Buletinul legii și notarilor”), Судебное обозрение („Revista judiciară”), Юрист („Avocat”), Еженедельная юридическая газета („Ziarul juridic săptămânal”), Вестник гражданского права („Buletinul dreptului civil”) și alte publicații specializate. A fost autor al cărților Гражданское право („Drept civil”, 1903), Опека и попечительство („Tutelă și tutelare”, 2 vol., 1903 și 1913), Нотариальное положение („Poziția notarială”, 1909, 1912 și 1914), o serie de lucrări despre teoria și istoria notariatului. A elaborat un program de testare pentru notari (1905). A fost membru al consiliului de redacție al revistelor Вестника права („Buletinul legii”) și Вестника нотариуса („Buletinul notarului”).
De-a lungul anilor 1920, a publicat în Еженедельник советской юстиции („Justiția sovietică săptămânală”), Кредит и хозяйствo („Credit și economie”), Вестник советской юстиции („Buletinul justiției sovietice”) și alte publicații, a publicat un ghid privind dreptul în construcții (1926).